# フランシスコ (ベージャ公)
ベージャ公フランシスコ・デ・ブラガンサ（ポルトガル語: D. Francisco de Bragança、1691年5月25日 - 1742年7月21日）は、ポルトガル王国のインファンテ。ポルトガル王ペドロ2世と2人目の王妃マリー・ゾフィー・フォン・デア・プファルツの息子。

## 生涯

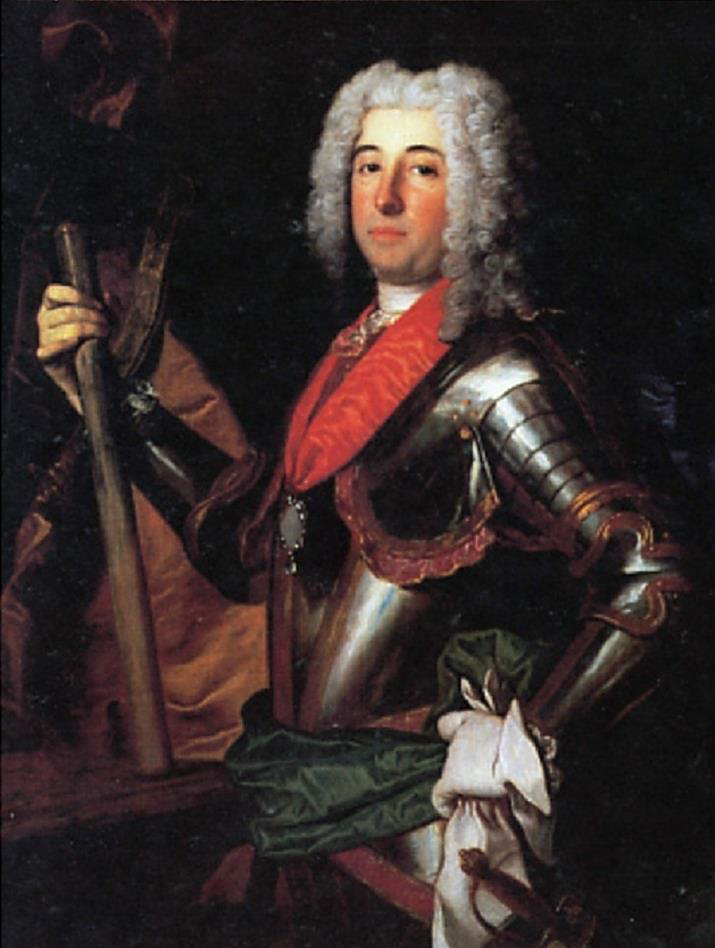
インファンテ・フランシスコ、ジャン・ランク作、1729年。

フランシスコは1691年5月25日、リスボンで生まれた。彼はベージャ公の称号とインファンタード家の領地を与えられた。王妃マリア・アンナの妹マリア・マグダレーナとの結婚の計画もあったが婚約は成立しなかった。
1716年、兄のジョアン5世が教皇クレメンス11世の呼びかけに応じてオーストリアとヴェネツィア共和国の対オスマン帝国戦争を支援、フランシスコとリオグランデ伯爵ロポ・フルタード・デ・メンドンサを指揮官とするポルトガル艦隊を派遣した。
フランシスコは未婚のまま1742年7月21日にオビドスで死去し、リスボンのブラガンサ王家霊廟で埋蔵された。

## 子女
フランシスコは生涯結婚しなかったが、修道女マリアナ・シルヴィエラとの間で2人の私生児を産んだ。マリアナは1755年のリスボン大地震で死去した。
- ペドロ・デ・ブラガンサ（？ - 1741年）
- ジョアン・ダ・ベンポスタ（ポルトガル語版）（1725年 - 1780年） - ポルトガル海軍の将軍、王室家令。アブランテシュ女公マリア・マルガリーダ・デ・ロレーナと結婚